# 劳尔·拉腊
劳尔·拉腊（西班牙語：Raúl Lara，1973年2月28日—），墨西哥男子足球运动员，司职中场。他曾代表墨西哥国奥队参加1995年泛美运动会足球比赛，获得一枚银牌。他也曾代表国家队出战1997年国际足联联合会杯和1998年国际足联世界杯。